# Île d'Ousson
L'île d'Ousson ou Île à Gaston est une île sur la Loire, en France, appartement administrativement à Châtillon-sur-Loire.

## Description
Elle se situe juste en face du village d'Ousson d'où son nom et s'étire sur environ 600 m de longueur pour une largeur de moins de 150 m.
La forêt alluviale qui la recouvre est un milieu rare qui abrite une multitude d'espèces. Espace protégé, elle a été acquise par le Conservatoire pour la nature en 1994.